# Golden Globe-díj
A Golden Globe-díj (magyarosan Arany Glóbusz-díj) amerikai filmes és televíziós díj, amelyet évente egyszer az Oscar-díjhoz hasonló gála keretében osztanak ki. 1944-ben alapította a Hollywood Foreign Press Association (HFPA) (Hollywoodban dolgozó külföldi újságírók szervezete).
A filmes Oscar és a televíziós Emmy-díjak után a második legrangosabb filmes elismerésnek számít.

## Története
A magyar fordításban Arany Glóbusz-díjként is ismert filmes és televíziós díjat 1944-ben alapította a Hollywoodban dolgozó külföldi újságírók szervezete, a HFPA, és azóta minden év elején, az Oscar-díjhoz hasonló, ám küllemét tekintve visszafogottabb gálaműsor keretében, különböző kategóriák szerint kerül kiosztásra.
Az alapötletet egy ünnepi ceremónia adta, melyre 1943-ban került sor a 20th Century Fox-nál, ebédidőben, s ekkor még csupán díszes papírtekercset kaptak öt kategória nyertesei (legjobb film, legjobb fő-, és mellékszereplő színész, illetve színésznő). A mostanra ismertté vált szobrocska 1946 óta létezik, melyet a HFPA akkori elnöke, Marina Cistenas álmodott meg: szobor egy arany földgömbbel, melyet filmszalag vesz körül.
1956-tól már nem csupán filmek, hanem televíziós produkciók is megmérettetnek a közel kilencven újságíró alkotta zsűri előtt, de igazán 1996-ban vált széles körben ismertté, amikor a HFPA és az NBC tévécsatorna szerződést kötött a közvetítési jogokról. A népszerűség növekedése az Oscar-díjakra is igen erős befolyással bírt, pláne, míg a filmakadémia tagjainak a Golden Globe-díjátadás után pár nappal kellett a szavazataikat leadni. Ezt a metódust azonban 2003-ban megszüntették, így tulajdonképpen a két díjátadás győztesei közti elvi párhuzam is elhalványodott.
Tekintettel arra, hogy a szervezet csak Los Angelesben élő, de a világ 55 különböző országából származó újságírókból áll, a Golden Globe igazi értékét az adja, hogy nem csupán hollywoodi szemszögből vizsgálják a produkciókat, s a jelöltek a világ filmgyártásának sokkal szélesebb palettájáról kerülnek ki.
A Golden Globe-ról mintegy kilencven, Hollywoodban élő, külföldi médiumoknak dolgozó újságíró szavaz. Jelenleg az egyetlen magyar tag Návai Anikó.
A Golden Globe-díj egyik legjellegzetesebb sajátossága, hogy az egész rendezvény közvetlenebb, emberközelibb hangulatot áraszt, mint a fesztiválok többsége. Leginkább a mind távolabbról érkező filmek megismerésére összpontosít, hétköznapi eleganciával elegyített show keretén belül.
Alapítástól 1956-ig értelemszerűen csak mozifilmeket, ettől kezdve tévéműsorokat is díjaztak.

## Kategóriák

Golden Globe-szobor

### Mozifilmek
| Kategória                                    | Eredeti elnevezés                                                       | Alapítva |
| -------------------------------------------- | ----------------------------------------------------------------------- | -------- |
| Legjobb drámai film                          | Best Motion Picture – Drama                                             | 1944     |
| Legjobb komédia vagy musical                 | Best Motion Picture – Musical or Comedy                                 | 1952     |
| Legjobb animációs film                       | Best Animated Film                                                      | 2007     |
| Legjobb idegen nyelvű film                   | Best Foreign Language Film                                              | 1950     |
| Legnagyobb mozi- és kasszasiker              | Cinematic and Box Office Achievement                                    | 2024     |
| Legjobb rendező                              | Best Director – Motion Picture                                          | 1944     |
| Legjobb férfi színész (dráma)                | Best Performance by an Actor in a Motion Picture – Drama                | 1944     |
| Legjobb színésznő (dráma)                    | Best Performance by an Actress in a Motion Picture – Drama              | 1944     |
| Legjobb férfi színész (komédia vagy musical) | Best Performance by an Actor in a Motion Picture – Musical or Comedy    | 1951     |
| Legjobb színésznő (komédia vagy musical)     | Best Performance by an Actress in a Motion Picture – Musical or Comedy  | 1951     |
| Legjobb férfi mellékszereplő                 | Best Performance by an Actor in a Supporting Role in a Motion Picture   | 1944     |
| Legjobb női mellékszereplő                   | Best Performance by an Actress in a Supporting Role in a Motion Picture | 1944     |
| Legjobb forgatókönyv                         | Best Screenplay – Motion Picture                                        | 1948     |
| Legjobb eredeti filmzene                     | Best Original Score – Motion Picture                                    | 1948     |
| Legjobb eredeti filmbetétdal                 | Best Original Song – Motion Picture                                     | 1962     |

### Tévéműsorok
| Kategória                                                         | Eredeti elnevezés                                                                                                  | Alapítva |
| ----------------------------------------------------------------- | --- | -------- |
| Legjobb drámasorozat                                              | Best Television Series – Drama                                                                                     | 1962     |
| Legjobb musical- vagy vígjátéksorozat                             | Best Television Series – Musical Or Comedy                                                                         | 1962     |
| Legjobb minisorozat, antológiasorozat vagy tévéfilm               | Best Mini-Series Or Motion Picture Made for Television                                                             | 1971     |
| Legjobb férfi főszereplő (drámasorozat)                           | Best Performance by an Actor In A Television Series – Drama                                                        | 1961     |
| Legjobb női főszereplő (drámasorozat)                             | Best Performance by an Actress In A Television Series – Drama                                                      | 1961     |
| Legjobb férfi főszereplő (musical- vagy vígjátéksorozat)          | Best Performance by an Actor In A Television Series – Musical Or Comedy                                            | 1961     |
| Legjobb női főszereplő (musical- vagy vígjátéksorozat)            | Best Performance by an Actress In A Television Series – Musical Or Comedy                                          | 1961     |
| Legjobb férfi főszereplő (minisorozat vagy tévéfilm)              | Best Performance by an Actor in a Mini-Series or Motion Picture Made for Television                                | 1981     |
| Legjobb női főszereplő (minisorozat vagy tévéfilm)                | Best Performance by an Actress in a Mini-Series or Motion Picture Made for Television                              | 1981     |
| Legjobb férfi mellékszereplő (sorozat, minisorozat vagy tévéfilm) | Best Performance by an Actor in a Supporting Role in a Series, Mini-Series or Motion Picture Made for Television   | 1970     |
| Legjobb női mellékszereplő (sorozat, minisorozat vagy tévéfilm)   | Best Performance by an Actress in a Supporting Role in a Series, Mini-Series or Motion Picture Made for Television | 1970     |
| Legjobb televíziós stand-up komikus                               | Best Performance in Stand-Up Comedy on Television                                                                  | 2024     |

### Életműdíjak
| Kategória                  | Eredeti elnevezés                                                  | Alapítva |
| -------------------------- | ------------------------------------------------------------------ | -------- |
| Cecil B. DeMille-életműdíj | Cecil B. DeMille Award for Lifetime Achievement in Motion Pictures | 1952     |
| Carol Burnett-életműdíj    | Golden Globe Carol Burnett Award                                   | 2019     |

### Múltbéli kategóriák
- az év férfi színész felfedezettje (1943–1983)
- az év női színész felfedezettje (1943–1983)
- legjobb fiatal színész (1948–1959)
- legjobb operatőr (1948–1963)
- legjobb angol nyelvű külföldi film (1957-1973)
- legjobb dokumentumfilm (1954–1977)
- Henrietta-díj (1951–1980)

## Kritikák a díjjal és a szervezettel szemben
- A HFPA tagság elnyeréséhez nem kell hosszú évekig sikeres, elismert újságírónak lenni, mindössze azt kell bizonyítani, hogy az adott évben legalább négy fizetett megbízást (cikk, fotó, tudósítás) teljesített a jelölt vagy tag, de ha ez nem jön össze, elvileg akkor is csak ideiglenes felfüggesztés jár érte, a tagság egyébiránt élethosszig szól. Jelenleg nagyon sok már visszavonult vagy már csak néha dolgozó, nyolcvanas-kilencvenes éveiben járó tag van. Jó ha kéttucat aktív, főállású tag van, a tagság nagy részének más a foglalkozása, csak alkalmilag dolgoznak kisebb kiadványoknak.
- A taglétszám körülbelül 90 főben van limitálva, évente maximum 5 új tag lehet, akiknek legalább 2 jelenlegi tag támogatására, ajánlására van szüksége a felvételhez, de már egyetlen másik tag vétója elegendő a felvételi kérelem elutasításához.
- A tagokat gyakran érte, éri az a vád, hogy a juttatások és a szereplés lehetősége motiválja őket, nem azoknak a filmeknek a minősége, amelyekről szavaznak. A nagy filmstúdiók rendszeresen látják vendégül a tagokat, ahol azok vegyülhetnek a színészekkel és a rendezőkkel. 1975-ben egy összejövetelen több tag elismerte, hogy "mindig emlékeznek rá, hogy ki volt velük kedves". 1981-ben kisebb botrányt kavart, hogy egy Las Vegas-i kaszinótulajdonos nagylelkűen vendégül látta a szervezet tagjait Vegasban, nem sokkal ezután pedig a tulajdonos csinos felesége, Pia Zadora elnyerte a Golden Globe-ot. Ugyancsak bevett szokás még ma is, hogy a tagokat VIP vendégként kezelik a premiereken és külön rendeznek koktélpartis, vacsorás vetítést számukra, ami nem mondható el a hagyományos sajtóvetítésekről és premierekről.

A szervezet egykori elnöke és néhány további tagja az ilyen negatívumok miatt 1996-ban kilépett és megalakította az International Press Academy-t. A HFPA jelenlegi elnöke, Dagmar Dunlevy fő célkitűzése a hitelesség visszaállítása és a korrupció árnyékának eltüntetése.

## Érdekességek
- A legtöbb díjat nyert film a Kaliforniai álom hét Golden Globe-díjjal;[2] ezt követi a Száll a kakukk fészkére (1976) 6 díjjal,[3] 5 elnyert díjjal a Doktor Zsivágó (1966), Love Story (1971), A Keresztapa (1973) és a A Star is Born (1977) című filmek követik.
- A Száll a kakukk fészkére az egyetlen film amely az 5 fő kategóriában díjat nyert (legjobb drámai film, legjobb rendező, legjobb férfi színész (dráma), legjobb színésznő (dráma) és legjobb forgatókönyv)
- A színészek közül a legtöbb díjat, szám szerint kilencet Meryl Streep nyert,[4] őt hét elismeréssel Jack Nicholson,[5][m 1] Angela Lansbury,[6] és Shirley MacLaine[7] követi.
- Rosalind Russell-t 5 alkalommal jelölték Golden Globe-díjra és mind az ötöt elnyerte. Oscar-díjra 4 alkalommal volt jelölve, de sohasem vihette haza a szobrocskát.[m 2][8]
- A legtöbb alkalommal jelölt színész: Jack Lemmon 22 jelöléssel[9][m 3]
- A legtöbb alkalommal jelölt színésznő: Meryl Streep 31 jelöléssel[4]
- A legfiatalabb díjazott Ricky Schroeder, aki a díj elnyerésének évében 9 éves volt
- A legidősebb díjazott Christopher Plummer volt, ő 82 évesen vehette át a díjat a A kezdők című filmben nyújtott alakításáért 2012-ben
- Négy színésznő kapott egyszerre két díjat egy évben:
  - Sigourney Weaver a Gorillák a ködben és Dolgozó lány című filmekért 1989-ben
  - Joan Plowright a Enchanted April és Stalin című filmekért 1993-ban
  - Helen Mirren a A királynő című filmért és a Elizabeth I című televíziósorozatért 2007-ben
  - Kate Winslet a A szabadság útjai és A felolvasó című filmekért 2009-ben
- Egy évben legtöbb alkalommal jelölt színész Jamie Foxx, akit egyszerre három kategóriában jelöltek díjra (Ray, Collateral – A halál záloga című filmekért és a Redemption című televíziós sorozatért), melyből 1 díjat nyert el
- Megosztott Golden Globe: egy alkalommal, 1989-ben, három színésznőnek megosztva ítélték oda a legjobb női főszereplőnek járó díjat filmdráma kategóriában. Sigourney Weaver a Gorillák a ködben (1988), Jodie Foster a Vádlottak (1988) és Shirley MacLaine a Madame Sousatzka (1988) című filmben nyújtott alakításáért érdemelte ki az elismerést.[10]
- Visszautasított Golden Globe: A Z, avagy egy politikai gyilkosság anatómiája című film producerei visszautasították a legjobb idegen nyelvű filmnek járó díjat, mert azt szerették volna, hogy a film a legjobb drámai film kategóriában kerüljön nevezésre. Marlon Brando 1973-ban A Keresztapában nyújtott alakításáért járó díjat utasította vissza tiltakozásul az USA „imperializmusa és rasszizmusa” ellen. Brando az Oscar-t is visszautasította.

## Fordítás
- Ez a szócikk részben vagy egészben  a   Golden Globe Award című angol Wikipédia-szócikk fordításán alapul.  Az eredeti cikk szerkesztőit annak laptörténete sorolja fel. Ez a jelzés csupán a megfogalmazás eredetét és a szerzői jogokat jelzi, nem szolgál a cikkben szereplő információk forrásmegjelöléseként.